# Сторожові вежі прикордонних військ НДР

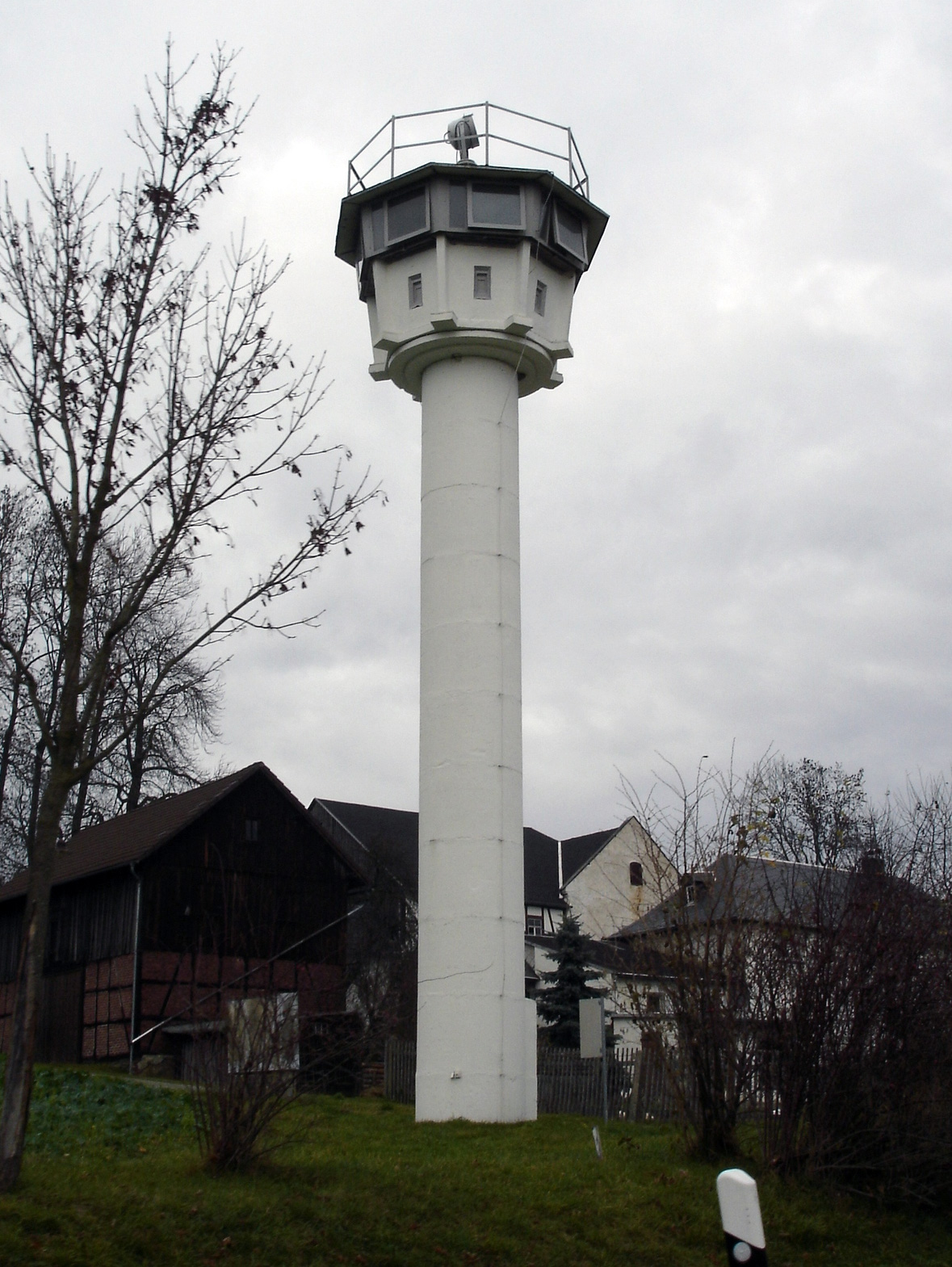
11-метрова циліндрична вежа.

B-Turm, скорочено від Beobachtungsturm, що німецькою значить просто «сторожова вежа» — тип сторожової вежі, що використовувалася східнонімецькою прикордонною вартою на німецько-німецькому кордоні та на узбережжі Балтійського моря.
Такі вежі стали важливою частиною системи безпеки кордонів. Переважно вони використовувалися для запобігання втечі громадян НДР до ФРН і зазвичай розташовувалися безпосередньо за передовими прикордонними спорудами (прикордонним парканом або прикордонною стіною).

## Опис
Оглядові вежі, спочатку збудовані з дерева, приблизно з 1969 року замінили залізобетонними. Доступ до вежі здійснювався через сталеві двері, які зазвичай були з протилежного від кордону боку. Металеві сходи вели через два або три проміжні сталеві перекриття на оглядовий майданчик. На майданчику — сидіння, стрілецькі стійки, система повітряних фільтрів та сигнальні пристрої. Також тут були журнал для службових записів, картографічні матеріали та довідник з номерних знаків BGS. Майданчик обладнано виділеною телекомунікаційною лінією мережі прикордонного зв'язку, електричним опаленням та аварійно-рятувальним обладнанням, включно з екстреним комплектом для спуску на мотузці.
На майданчику було місце для 4-5 солдатів тривожної групи (нім. Alarmgruppe). Тераса на даху була огороджена сталевими трубчастими поручнями, а потрапити на неї можна було через герметичний сталевий люк, що замикався на ключ. На даху був поворотний прожектор з дистанційним керуванням.
Прибережна прикордонна бригада також встановила сторожові вежі на морському кордоні НДР на Балтійському морі. Прожектори дозволяли шукати втікачів на всьому узбережжі та в морі поблизу узбережжя вночі та за відповідних погодних умов.
Після відкриття кордону восени 1989 року та подальшого демонтажу прикордонних споруд більшість спостережних веж також було знесено. Сьогодні вздовж колишнього кордону все ще можна знайти кілька веж, які можна відвідати в рамках прикордонних музеїв. Деякі вежі також перебувають у приватній власності.

## Типи

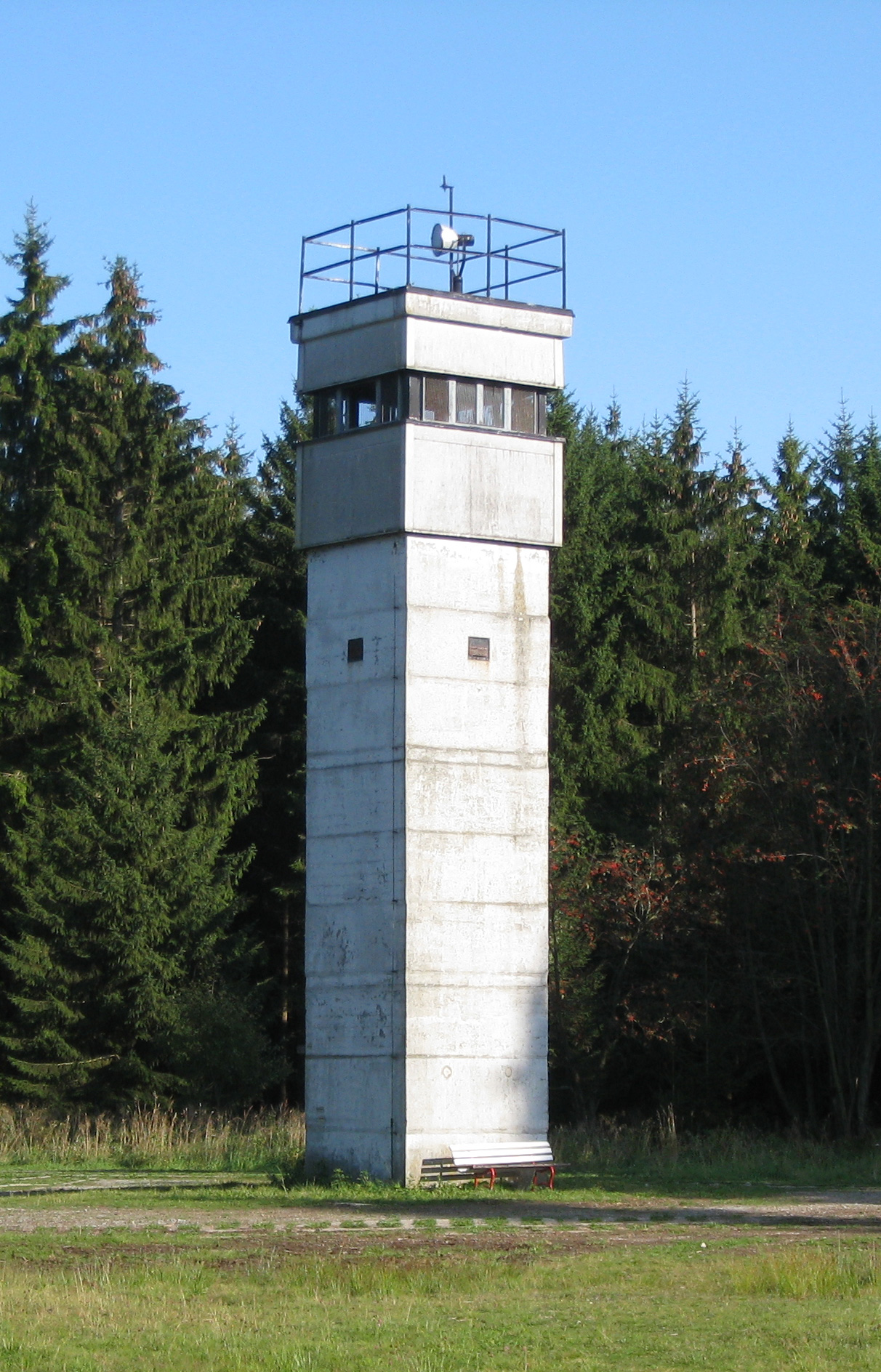
9-метрова прямокутна сторожова вежа BТ-9

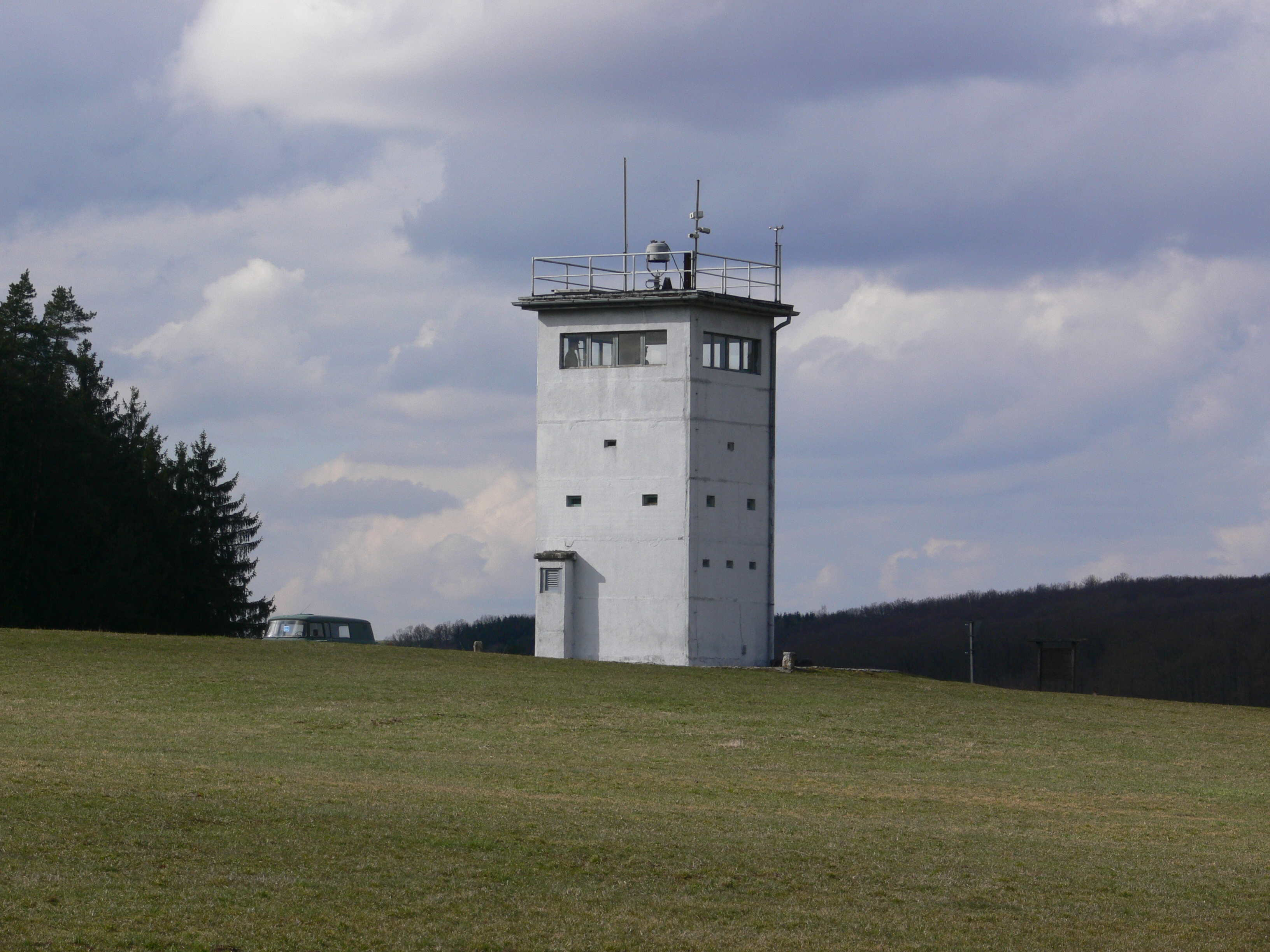
Командний пункт поблизу Берунген в Тюрингії

### BT-11
Перші бетонні вежі були циліндричної форми та мали восьмикутний оглядовий майданчик. «BT» є скороченням від «Beobachtungsturm» («сторожова вежа»), «11» — означає висоту в 11 метрів. Залежно від географічних особливостей, висота могла була бути й меншою, і такі вежі мали інше позначення типу (наприклад, BT-6).
Ці перші вежі зазвичай не мали особливих функцій, але були підключені до електромережі та обладнані прожектором. Деякі з цих веж були спроєктовані як командні пункти, а також були обладнані підземним бункером. У цих бункерах розміщувалося комунікаційне обладнання для прикордонної ділянки, а також місце для тривожної групи, яку можна було швидко розгорнути у разі тривоги.

### BT-9
Починаючи з 1970-х років, з міркувань безпеки почали будувати вежі квадратного поперечного перерізу 2 на 2 м і зазвичай 9 м заввишки. Відповідно, такі вежі називалися BT-9 або BT 2×2.
У вежу був інтегрований оглядовий майданчик, на даху встановлювали прожектор та антенну систему. Вежі підключали до електромережі та мережі прикордонної сигналізації. Сталеві двері для входу завжди були спрямовані на територію НДР, щоб їх не було видно з кордону.

### BT 4×4
Приблизно з 1980 року для заміни старих підземних командних пунктів були побудовані більші спостережні вежі. Вони також мали квадратний поперечний переріз, але зі стороною 4 м, а висота їх становила близько 9 м.
Такі вежі мали кілька поверхів. На верхньому обладнано спостережний пункт з відповідними системами сигналізації та зв'язку. Тут постійно перебувала патрульна група, що давало змогу контролювати певну ділянку кордону. На середньому поверсі розташовувалася тривожна група. У підвалі були технічні приміщення, а на даху також встановлено прожектор.

### Альтернативні спостережні пункти

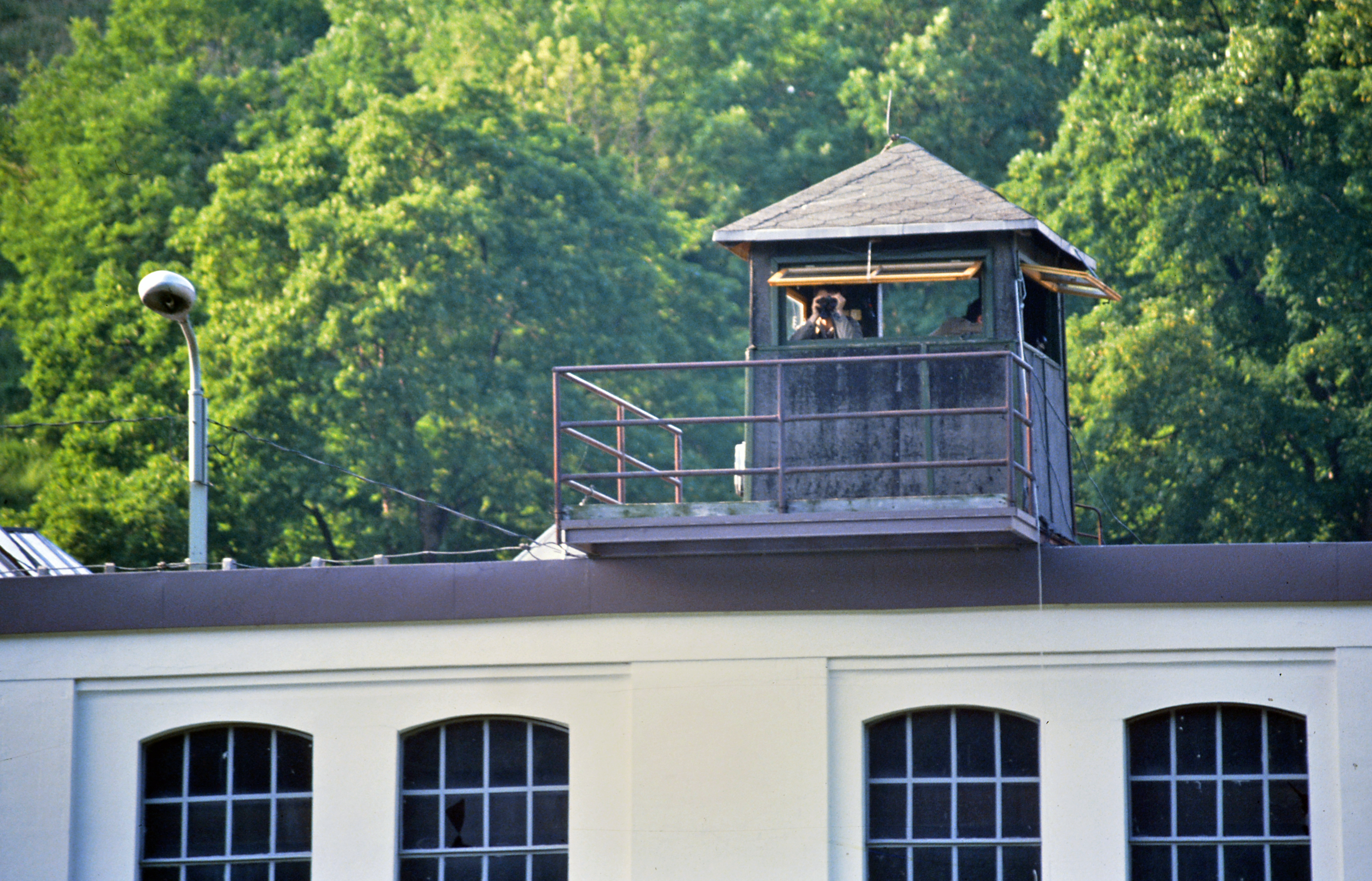
In Цей спостережний пункт був розташований у Бланкенштайні на Заале

У місцях з особливими умовами могли встановлювали нетипові пункти спостереження. Наприклад, у Медларойті спостережний пункт було вбудовано у прикордонну стіну.
У Вальгаузені просто на березі Верри стояла велика будівля з виробництва зрідженого газу, і оскільки тут не можна споруджувати прикордонні укріплення, спостережний пункт вбудували в зовнішню стіну будівлі (так зване «ластівчине гніздо»).
У Бланкенштайні такий пункт розмістили на заводській будівлі через її близькість до кордону.

## Командні пункти
Загалом, кожна прикордонна рота мала командний пункт (нім. Führungsstelle, FÜSt), який служив для координації та командування певною ділянкою кордону вздовж внутрішньонімецького кордону.
Спочатку командні пункти базувалися у будівлях прикордонних військ, але після створення бетонних веж поблизу кордону командні пункти перемістили туди. Через невеликі розміри оглядового майданчика, вежі типу BT-11 додатково обладнали підземним бункером (FB-3). З кінця 1970-х років вежі типк BT 4x4 призначалися для використання як командних пунктів.
Звідси контролювалися сигнальна система прикордонної ділянки, мережа прикордонної сигналізації, ротна система зв'язку та розвідки і прикордонні ворота, через які можна було в'їхати на прикордонну смугу. У певних випадках звідси вмикалася сигналізація, і тривожна група могла негайно переміститися на відповідну ділянку кордону.
На відміну від звичайних прикордонних веж, командні пункти мали постійний персонал, який складався з командира прикордонної охорони та кількох охоронців. Також командний пункт включав місце для паркування транспортних засобів, безпосередньо з'єднана з патрульною автодорогою.

## Інші сторожові вежі

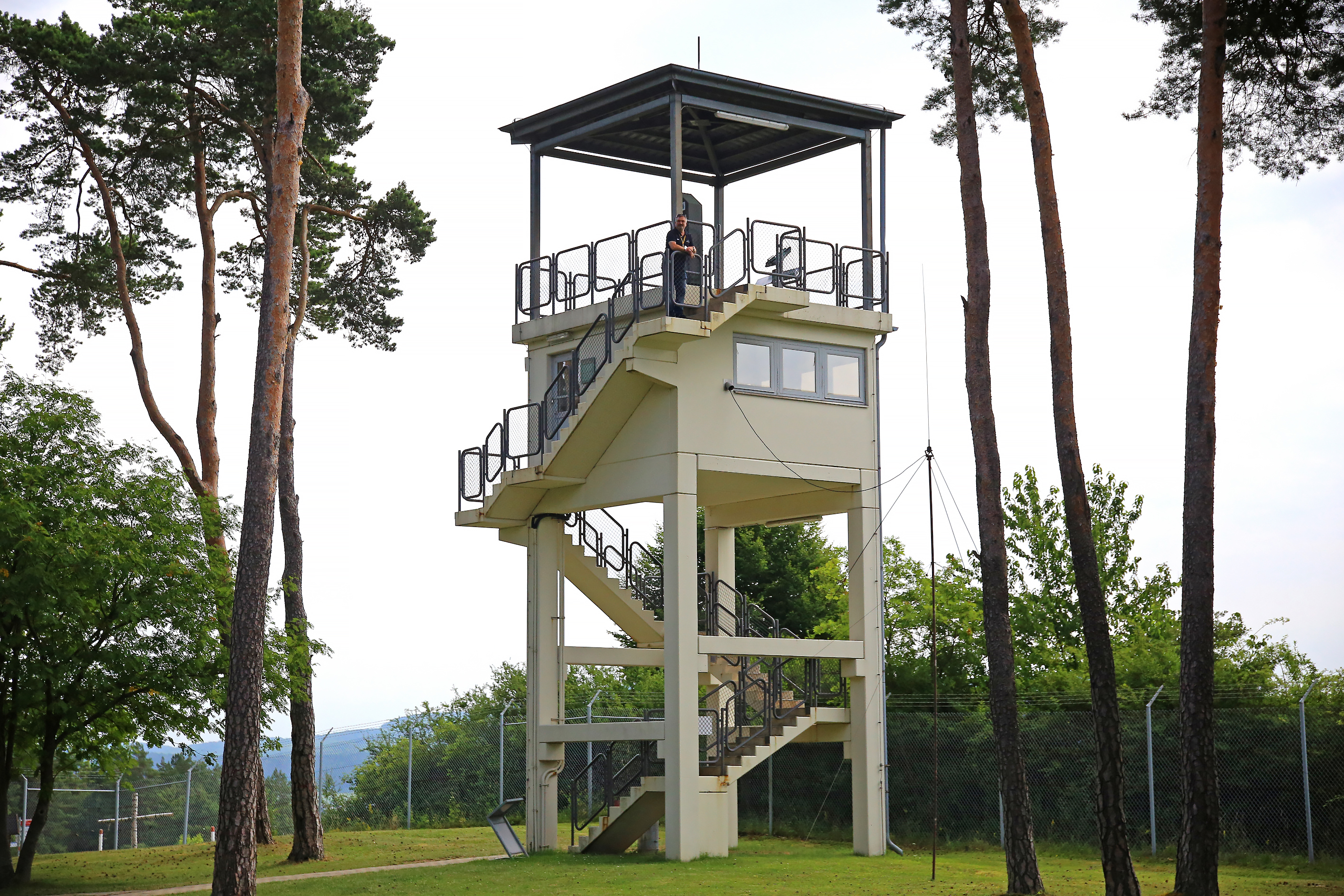
Спостережна вежа американських військ на Пойнт-Альфа

На внутрішньонімецькому кордоні прикордонні вежі були розташовані не лише безпосередньо біля прикордонної огорожі, а й на пунктах перетину кордону для контролю за прикордонним рухом. У забороненій зоні перед фактичним кордоном було збудовано додаткові сторожові вежі з більшими інтервалами. Однак вони підпорядковувалися не прикордонним військам, а поліції з її прикордонними постовими групами (Gruppenposten Grenze).
Ці вежі обслуговувалися не постійно та використовувалися для моніторингу дорожнього руху та спеціальних інцидентів у забороненій зоні. Біля прикордонних станцій знаходилися інспекційні мости.
З німецького боку американські війська також встановили спостережні пости на більшій відстані вздовж кордону, такі як Пойнт Альфа. Ці бази служили виключно для військової розвідки та спостереження за арміями країн Варшавського договору у Фульдському проході. Сторожовими вежами були обладнані чотири американські табори на внутрішньонімецькому кордоні; сьогодні ці вежі збереглися лише на Пойнт-Індія та Пойнт-Альфа.
Деінде на західній стороні внутрішньонімецького кордону були створені так звані прикордонні інформаційні пункти ((нім. Grenzinformationsstellen), які також включали оглядові майданчики, куди пускали цивільних відвідувачів. Штазі називала такі споруди «Вежами Реваншистів» (нім. Revanchistenturm.